# Корабельная улица (Киев)
Корабе́льная у́лица — улица в Оболонском районе города Киева. Пролегает от улицы Новоконстантиновской до улицы Алябьева.
Протяжённость улицы 600 м.
Возникла в 1950-х под названием Новая. Современное название — с 1955 года.
Присоединяется улица Черноморская.

## Транспорт
- Станции метро «Тараса Шевченко», «Контрактовая площадь»
- Автобус 72
- Трамваи 11, 12, 19 (по Кирилловской улице)
- Железнодорожные станции Зенит, Почайна
- Маршрутное такси 514

Движение двустороннее.

## Почтовый индекс
04655

## Географические координаты
координаты начала 50°28′52″ с. ш. 30°29′21″ в. д.
координаты конца 50°29′04″ с. ш. 30°29′42″ в. д.